# 원호 원두표 묘역
원호 원두표 묘역(元豪 元斗杓 墓域)은 경기도 여주시 북내면 장암리에 있는, 선조때의 무신인 원호(元豪 : 1533~1592)와 효종,현종대의 문신인 원두표(元斗杓 : 1593~1664)의 무덤이다. 2004년 5월 17일 경기도의 문화재자료 제128호로 지정되었다.

## 개요
원호(元豪 : 1533~1592)는 선조때의 무신으로 1567년(명종 22년) 무과에 급제한 후 선전관에 이어 내외직을 두루 거치고 경원부사로 있을 때 이탕개(尼湯介)의 침입(1583)을 격퇴하였다. 1592년 임진왜란이 일어나자 강원도조방장(江原道助防將)으로서 패잔병과 의병을 규합하여 여주의 신륵사에서 적병을 크게 무찌르고 패주하는 적병을 구미포에서 섬멸하였다. 그 공으로 경기 강원방어사 겸 여주목사로 임명되었다. 전사후 병조판서 좌의정에 추증되었으며 시호는 충장(忠壯)이다.
봉분은 단분으로 정경부인 상주김씨와 합장묘이다. 석물로는 묘비 1기, 상석,향로석,혼유석 각 1기, 문인석 1쌍 및 계체석 등이 있다. 묘역에서 약 30m 하단에는 원호 사후 177년 만에 건립한 신도비 1기가 있다. 형태는 복두에 공복을 입고 홀을 들고 있는 형태이다. 후면에는 야자대(也字帶)의 모습을 양각으로 묘사하였다.
원두표(元斗杓 : 1593~1664)는 효종,현종대의 문신이다. 인조 2년(1624) 이괄(李适 : 1587~1624)의 난을 평정하는 데 공을 세워 전주부윤이 되고, 나주목사를 거쳐 전라도 관찰사 등을 지냈다. 1636년 병자호란 당시 어영부사로서 남한산성을 지키고 1642년 형조판서로 승진하였으며 1656년 우의정을 거쳐 1662년에는 좌의정을 역임하였다. 시호는 충익(忠翼)이다. 원두표 묘역의 봉분은 단분으로 경경부인 삭령최씨와의 합장묘이다. 석물로는 묘비 1기, 상석,향로석,혼유석 각 1기, 문인석,망주석 각 1쌍 및 계체석 등이 있다. 묘역에서 30m 아래에 신도비가 있다. 망주석은 폭이 185cm의 규모로 좌우측 모두 올라가는 형태의 쥐모양이 양각되어 있다. 문인석의 형태는 양관조복(梁冠朝服)에 홀을 들고 있는 형상이다. 양관의 무(武)에는 여의운문을 장식하였다. 조복의 앞면에는 홀을 쥔 손등으로부터 포(袍)의 주름이 뚜렷하게 묘사되어 있고 뒷면에는 여지문양이 있는 대(帶)와 후수(後綬)와 패옥(佩玉)을 양각으로 묘사하였다. 신도비는 원두표 사후 102년 만에 건립된 것이다.

## 같이 보기
- 원두표

## 참고 문헌
- 원호원두표묘역 - 국가유산청 국가유산포털